# ليون كلير ميتز
ليون كلير ميتز (بالإنجليزية: Leon Claire Metz) هو مؤرخ وصحفي أمريكي، ولد في 6 نوفمبر 1930.

## وصلات خارجية
- ليون كلير ميتز على موقع IMDb (الإنجليزية)